# Lupe Vélez
Lupe Vélez, nome artístico de María Guadalupe Vélez de Villalobos, (San Luis Potosí, 18 de julho de 1908 — Beverly Hills, 13 de dezembro de 1944) foi uma atriz mexicana que fez carreira nos Estados Unidos da América.
Ela iniciou sua carreira como dançarina ainda no México, antes de se mudar para os Estados Unidos, onde trabalhou em teatro de vaudeville. Lá, Vélez foi descoberta por Fanny Brice, que promoveu sua carreira. Logo em seguida, em 1924, Vélez começou a atuar no cinema. Até o final da década ela já era a protagonista de vários filmes. Com o advento do cinema falado, Vélez começou a atuar em comédias que muito lhe desagradaram, e ela se mudou para Nova Iorque para trabalhar na Broadway.
Retornando a Hollywood em 1939, Vézquez atuou em uma série de comédias, atuando também em alguns filmes em seu país de origem na mesma época. A vida pessoal de Vélez era frequentemente motivo de coberturas sensacionalistas pela mídia. Um turbulento casamento de cinco anos com Johnny Weissmuller foi motivo de muita especulação. Em 1944, Vélez cometeu suicídio.

## Vida antes da fama
Lupe Vélez nasceu como María Guadalupe Villalobos Vélez na cidade de San Luis Potosí o México. Seus pais eram um oficial do Exército e uma cantora de ópera. Ela tinha um irmão e duas irmãs. O pai dela, que viria a morrer em combate durante a Revolução Mexicana, se recusou em deixá-la utilizar o sobrenome dele (Villalobos) no teatro, o que a levou a utilizar o sobrenome de solteira de sua mãe (Vélez). Lupe foi educada num colégio dirigido por freiras no Texas. Desde cedo, ela tinha um temperamento forte e uma personalidade explosiva. Em 1924, Vélez fez sua estreia no Teatro Principal na Cidade do México. No ano anterior, ela havia se mudado para o Texas, onde começou a atuar em peças de teatro vaudeville e a trabalhar como assistente de vendas. Logo em seguida, ela se mudou para a Califórnia, onde conheceu a comediante Fanny Brice, que promoveu sua carreira de dançarina. Em 1924 Vélez começou sua carreira no cinema, estrelando em filmes do cineasta Hal Roach.

## Carreira

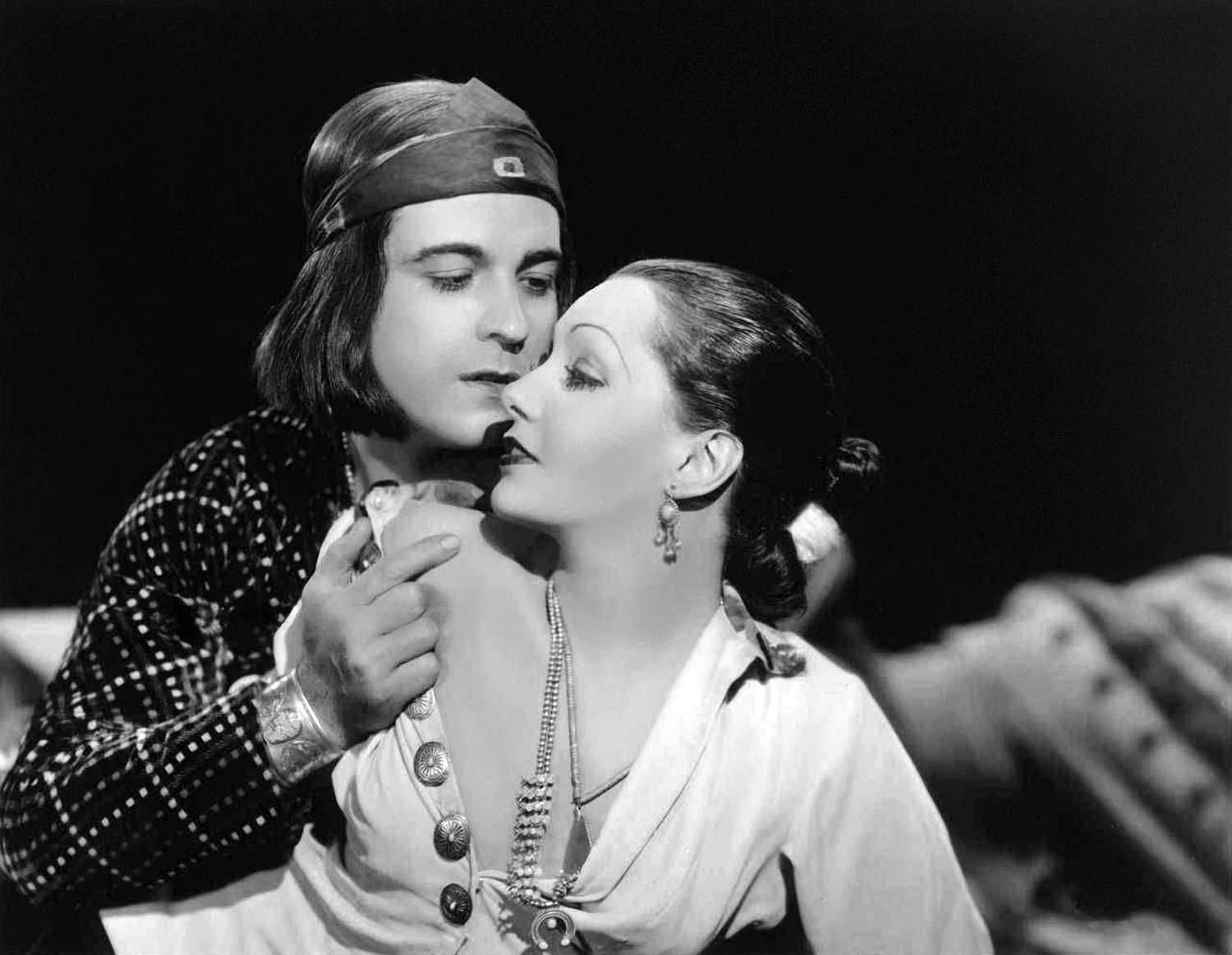
Vélez com Ramón Novarro em Laughing Boy (1934).

O primeiro longa metragem de Vélez foi The Gaucho (1927), estrelado por Douglas Fairbanks. No ano seguinte, ela foi nomeada uma das estrelas mais promissoras do cinema pela Associação de Anunciantes de Cinema do Oeste (em inglês:  Western Association of Motion Picture Advertisers). Na maioria de seus primeiros filmes, Vélez estrelava em papéis de beldades étnicas, como hispânicas, indígenas, francesas, russas e até mesmo asiáticas.
Vélez trabalhou sob a direção de cineastas famosos como Victor Fleming em The Wolf Song (1929), co-estrelado por Gary Cooper; D.W. Griffith em Lady of the Pavements (1928) e Cecil B. de Mille em The Squaw Man (1931). No final da era silenciosa de Hollywood, Vélez era uma das maiores estrelas do cinema, rivalizando até mesmo com Clara Bow.
Com o advento do cinema falado, Vélez achou seu nicho nas comédias, interpretando bonitas mais voláteis companheiras de astros do gênero. Dentre seus filmes mais conhecidos desta fase de sua carreira estão Hollywood Party, ao lado de Laurel and Hardy e Palooka, ao lado de Jimmy Durante, ambos de 1934. Ela também estrelou em High Flyers (1937), contracenando com Wheeler & Woolsey. Nele, fez imitações de Simone Simon, Dolores del Río e Shirley Temple.
Vélez já estava beirando os 30 anos de idade e ainda não havia se tornado uma grande estrela de cinema. Desapontada, ela trocou Hollywood pela Broadway. Em Nova Iorque, ela conseguiu um papel em You Never Know, breve musical de Cole Porter. Após o término de You Never Know, Vélez procurou trabalho na indústria cinematográfica de outros países. Retornando a Hollywood em 1939, ela conseguiu o papel principal num filme B da RKO Pictures, The Girl from Mexico. Ela teve uma química tão boa com seu coadjuvante Leon Errol que a RKO gravou uma sequência, Mexican Spitfire, que se tornou uma série de filmes de sucesso.
Os filmes da série Spitfire rejuvenesceram a carreira estagnada de Vélez, que nos próximos anos estrelaria em comédias e musicais da RKO, Universal Pictures e Columbia Pictures. Num de seus últimos filmes Redhead from Manhattan, ela interpretou dois papéis: o primeiro num sotaque cômico e o outro em sua verdadeira voz, que era surpreendentemente fluida e apresentava apenas traços de sotaque mexicano.
Lupe Vélez era muito popular com as audiências hispânicas. Em 1938 e em 1943, ela retornou ao México e lá estrelou os filmes La Zandunga e Nana, uma adaptação da obra homônima de Émile Zola, respectivamente. Ambos foram muito bem recebidos e ela acabaria voltando para Hollywood.

## Vida pessoal
Vélez teve uma série de romances altamente explorados pela mídia, incluindo um emocionalmente devastador com Gary Cooper, antes de se casar com o atleta olímpico e astro dos filmes de Tarzan Johnny Weissmuller em 1933. Sobre o romance dela com Cooper, Marlene Dietrich, co-estrela dele em Morrocco, disse que "Gary estava completamente sob o controle de Lupe". O turbulento casamento com Weissmuller durou cinco anos; o casal se separou e reconciliou repetidas vezes antes de se divorciar em 1938. Outros com quem Vélez teria se relacionado incluem Charles Chaplin, Errol Flynn e John Gilbert.

## Morte
Na metade da década de 1940, Vélez teve um relacionamento com o jovem ator Harald Maresch, engravidando dele. De acordo com sua fé católica, ela se recusou em fazer um aborto. Incapaz de enfrentar o medo de dar à luz a um filho ilegítimo, Vélez decidiu cometer suicídio. Sua carta de suicídio dizia: "Para Harald. Que Deus perdoe a ele e perdoe a mim também, mas prefiro tirar minha vida e de nosso bebê a trazer vergonha a ele ou matá-lo. Lupe". Ela se deitou após tomar uma dose excessiva de remédios para dormir. De acordo com a mídia, o corpo de Vélez foi encontrado por sua secretária e amiga Beulah Kinder.
Em 1965, Andy Warhol dirigiu o filme Lupe, estrelado por sua musa Edie Sedgwick e baseado na vida de Vélez. O filme sugere que ela foi encontrada com a cabeça na privada devido à náusea causada pela overdose. De acordo com um outro relato, ela teria tropeçado e caído com a cabeça dentro da privada, afogando até a morte. Entretanto, Kinder afirmou que encontrou Vélez descansando pacificamente em sua cama.
Há ceticismo em relação à versão de que Vélez teria tirado a própria vida simplesmente por vergonha de carregar um filho ilegítimo. Durante toda sua vida, ela demonstrou sinais de mania e depressão. Consequentemente, foi sugerido que Vélez sofria de transtorno bipolar que, se não tratado, pode levar ao suicídio. De acordo com Rosa Linda Fregoso, Vélez era conhecida por desafiar as convenções morais de sua época, sendo pouco provável que ela não soubesse lidar com uma gravidez indesejada.
Lupe Vélez está enterrada na Rotonda de las Personas Ilustres, na Cidade do México. Vélez possui uma estrela na Calçada da Fama, no número 6925 do Hollywood Boulevard.